# Bleggio Inferiore
Bleggio Inferiore là một đô thị ở tỉnh Trento ở vùng Trentino-Alto Adige/Südtirol của Ý, tọa lạc cách 20 km về phía tây của Trento. Tại thời điểm ngày 31 tháng 12 năm 2004, đô thị này có dân số 1.097 người và diện tích là 26,2 km².
Đô thị Bleggio Inferiore có các frazioni (đơn vị trực thuộc, chủ yếu là các làng) Santa Croce, Duvredo, Vergonzo, Tignerone, Cillà, Villa, Sesto, Biè, Comighello, Bono, Cares, Ponte Arche (sede minicipale), và Val d'Algone.
Bleggio Inferiore giáp các đô thị: Ragoli, Giustino, Massimeno, San Lorenzo in Banale, Bocenago, Stenico, Dorsino, Lomaso, Tione di Trento, Bleggio Superiore, và Fiavè.